# Gilman City
Gilman City – miasto w Stanach Zjednoczonych, w stanie Missouri, w hrabstwie Daviess.